# Верхотуров, Николай Иванович
Никола́й Ива́нович Верхоту́ров (1863, Забайкальская область — 1944, Москва) — русский советский художник. Академик, член Императорской Академии Художеств.

## Биография
Родился 5 декабря 1863 года в селе Монастырское Забайкальской области (ныне — село Калинино Нерчинского района Забайкальского края) . Первоначальное образование получил в Нерчинском духовном училище. Рисованию его начал учить нерчинский художник-педагог П. Н. Рязанцев.

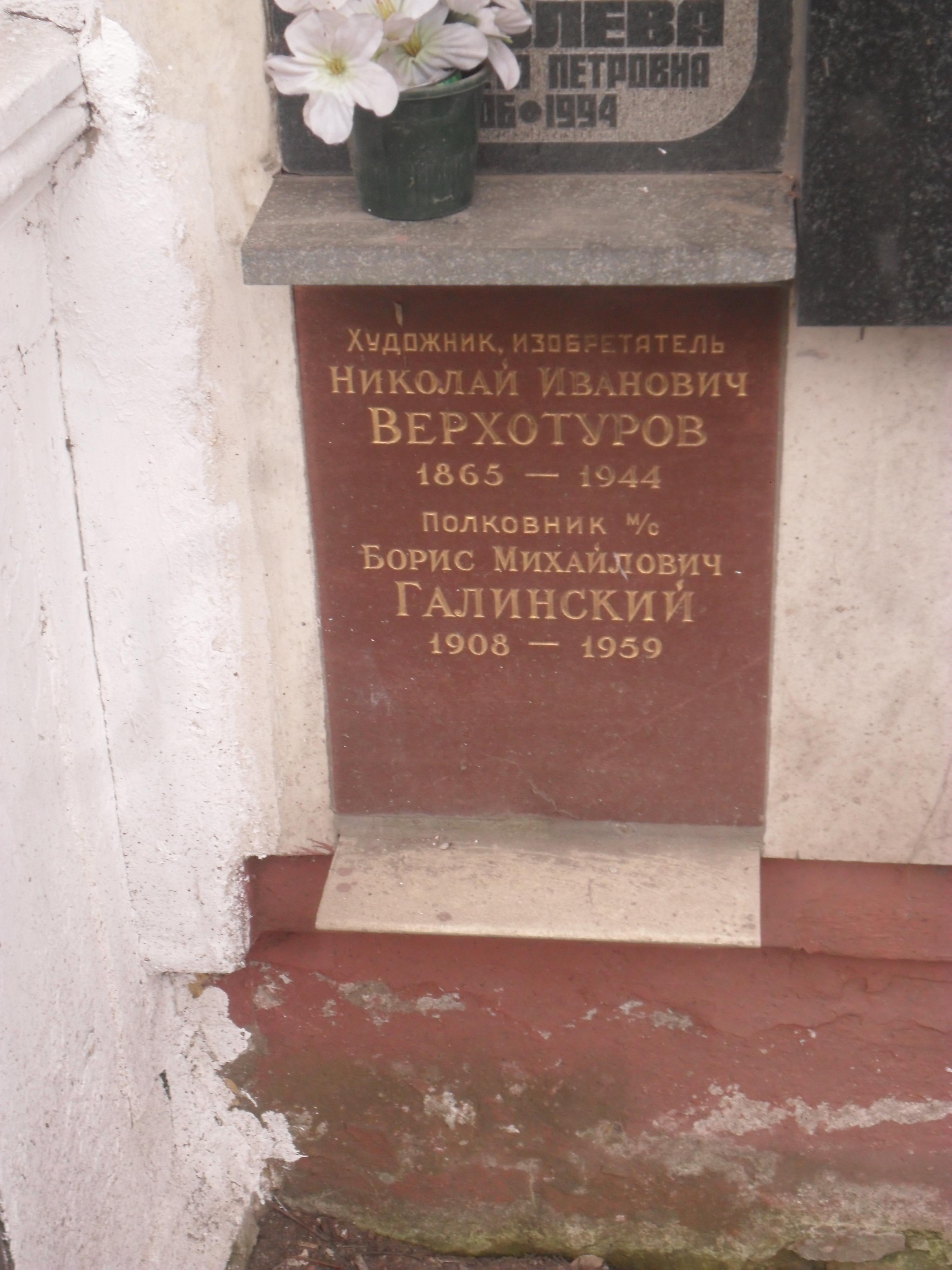
Плита колумбария Верхотурова на Новодевичьем кладбище Москвы.

В 1883—1888 гг. учился в Московском училище живописи, ваяния и зодчества. Был отмечен малыми серебряными медалями (1885, 1888). С 1886 года принимал участие в выставках.
С 1889 по 1901 г. жил в Иркутске, где вместе с художником М. А. Рутченко-Короткоручко пытался основать рисовальную школу.
В 1901—1907 гг. обучался в мастерской И. Е. Репина в Императорской Академии художеств; в 1907 году за картину «Спор о крестном знамении» получил звание художника.
В 1907 г. руководил работами по созданию иконостаса Старослободской Воскресенской церкви, для которого написал 48 икон.
В 1909—1911 гг. расписал фриз «Торжество Диониса, или Рождение театра» в зрительном зале Ярославского драмтеатра.
В 1910 г. организовал «Общину художников».
В начале 1910 г. в рамках цикла «Старые революционеры» им написаны портреты революционеров Г. В. Плеханова и П. А. Кропоткина (хранятся в Государственном Русском музее в Санкт-Петербурге).
В декабре 1911 г. — январе 1912 г. принимал участие во Всероссийском съезде художников.
В 1917—1926 гг. жил в Забайкалье. Стал членом редколлегии журнала «Театр и искусство» и одним из инициаторов создания в Чите Общества любителей изящных искусств.
После переезда в Москву около 1926 г. работал в Политехническом музее. Умер 21 февраля 1944 года в Москве, похоронен на Новодевичьем кладбище.
Картины художника хранятся в Государственном центральном музее современной истории России в Москве, в Государственном музее политической истории России в Санкт-Петербурге, в Иркутском областном художественном музее в Иркутске, в Забайкальском краевом художественном музее в Чите, в Челябинском областном краеведческом музее в Челябинске, в частных коллекциях.
Также Н. И. Верхотуров был изобретателем, на его имя зарегистрировано 14 патентов.

## Основные произведения
Главным образом, создавал картины на революционные темы:
- «Пропагандистка в рабочем кружке» (1906)
- «Прикованный к тачке» («Каторжник», 1906)
- «1905 г.» («Рассказ очевидца», 1907)
- «Слушают» («Рассказ свидетеля о разгоне демонстрации», 1908)
- «Накануне» (1909)
- «Расчет» («Перед стачкой», 1910)